# Francescane ancelle della Croce di Laski
Le Francescane Ancelle della Croce di Laski (in polacco Zgromadzenie Sióstr Franciszkanek Służebnic Krzyża; sigla F.S.C.) sono un istituto religioso femminile di diritto pontificio.

## Storia
La congregazione fu fondata da Róża Czacka: nata da una illustre famiglia polacca (suo zio era il cardinale Włodzimierz Czacki), perse la vista all'età di 22 anni e decise di dedicarsi interamente all'educazione dei ciechi; iniziò la sua attività a Varsavia nel 1908 e nel 1910 fondò la "Società per la protezione dei ciechi" aprendo scuole e laboratori.
Insieme con le sue collaboratrici, il 1º dicembre 1918 diede inizio alla nuova famiglia religiosa; la casa-madre fu trasferita a Laski nel 1930.
L'istituto fu approvato dal cardinale Aleksander Kakowski, arcivescovo di Varsavia, il 2 ottobre 1922.

## Attività e diffusione
Le suore si dedicano al lavoro in centri per la protezione dei ciechi e alla direzione di asili, scuole e case di riposo per ciechi.
Oltre che in Polonia, sono presenti in India, Italia, Ruanda, Sudafrica e Ucraina; la sede generalizia è a Varsavia.
Alla fine del 2015 l'istituto contava 193 religiose in 16 case.